# Bioculus caboensis
Espèce
Synonymes
- Didymocentrus caboensis Stahnke, 1968

Bioculus caboensis est une espèce de scorpions de la famille des Diplocentridae.

## Distribution
Cette espèce est endémique de Basse-Californie du Sud au Mexique. Elle se rencontre vers San José del Cabo.

## Description
La femelle holotype mesure 46,98 mm, les femelles mesurent de 43,45 à 46,98 mm

## Systématique et taxinomie
Cette espèce a été décrite sous le protonyme Didymocentrus caboensis par Stahnke en 1968. Elle est placée dans le genre Bioculus par Stockwell en 1992.

## Étymologie
Son nom d'espèce, composé de cabo et du suffixe latin -ensis, « qui vit dans, qui habite », lui a été donné en référence au lieu de sa découverte, San José del Cabo.

## Publication originale
- Stahnke, 1968 : Some diplocentrid scorpions from Baja California del Sur, Mexico. Proceedings of the California Academy of Sciences, vol. 35, no 14, p. 273–320 (texte intégral).